# 单头火绒草
单头火绒草（学名：Leontopodium monocephalum）为菊科火绒草属的植物。分布于尼泊尔、锡金以及中国大陆的西藏等地，生长于海拔4,000米至5,500米的地区，多生长在高山山谷冰川的砾石地及草地，目前尚未由人工引种栽培。